# ソフィテル・レジェンド・メトロポール・ハノイ
ソフィテル・レジェンド・メトロポール・ハノイ（ベトナム語: Khách sạn Sofitel Legend Metropole Hanoi,英語: Sofitel Legend Metropole Hanoi）は、ベトナムの首都ハノイにある、仏領インドシナ下であった1901年創業の高級ホテル。建物はフランス植民地様式である。ベトナム戦争時は各国の大使館がホテル内の客室に設置された。ハノイ最古のホテルとして、ベトナムの建築物に名を馳せている。徒歩圏内にハノイ歌劇場が位置している。

## 歴史
1899年、ギュスターヴ＝エミール・デュムティエは、フランス人実業家のアンドレ・ドゥカンからアンリ・リヴィエール大通りにあるドゥカンの屋敷を買収。ホテルへの改築のために500,000フランの建築資金が注ぎ込まれ、「グランドメトロポールホテル」として1901年に開業。1904年に創業者であったデュムティエの死後、初代支配人のエドゥアールが後任の社長に就任。1916年にはインドシナで最初の映画上映会場となる。
1930年代の世界恐慌を耐え抜き、1946年に独立戦争で経営悪化に陥るとフランス人オーナーはホテルを中国人に売却。ホー・チ・ミンは1946年にホテル内の会議室で仏領インドシナのエティエンヌ・ヴァルイ将軍とベトナムの政治家グエン・ハイ・トンと共に停戦交渉を行った。ホーは1960年に度々外交の場としてホテルを利用している。
ベトナム独立後、ホテルは統一ホテルに名称変更する。1964年のベトナム戦争下でアメリカの空襲が差し迫ると、支配人は宿泊客を保護するためにホテルの中庭に防空壕を建設させた。同時にアメリカを除く各国の大使館がホテル内の客室を賃借することになる。
ベトナム戦争終結後は一般客に開放され、プルマンホテルズ&リゾーツの運営下に入った。1992年3月8日にプルマンホテルメトロポールとなり、ソフィテルが買収すると現在の名称となる。
1997年にはホテル内の会議室でロバート・マクナマラ、ニコラス・カッツェンバック、ダン・ヴ・ヒエップ、グエン・コ・タク、グエン・ディン・プオンなど越米両方の元高官が関係強化に対する会談を行った。
2009年には新館とスパ機能を増設し、リニューアルオープン。2011年、ホテルの防空壕であった「バンカー」が倒壊寸前であったため、復元し、現在はバーラウンジ「バンブー・バー」になっている。
2019年2月米朝首脳会談では、アメリカのドナルド・トランプ大統領と北朝鮮の金正恩国務委員会委員長の会談場所となった。

## 施設
364室の規模を持ち、2つの棟に分かれている。仏教建築とフランス植民地様式を兼ね合わせた構造で建設された。創業当時からのメトロポールウィングには106室、新館のオペラウイングは258室の客室数を誇る。
レストラン
- ル・ボリュー（LE BEAULIEU）：フレンチ
- アンジェリーナ（ANGELINA）：イタリア料理
- スパイスガーデン（SPICES GARDEN）：ベトナム料理

カフェ・バー
- ル・クラブ（Le Club）：バー
- バンブー・バー （Bamboo bar）：バー
- ラ・テラス（La Terrasse）：カフェ

その他の施設
- 「ル・スパ・デュ・メトロポール」（スパ・フィットネス・ジム・プール）
- ビジネスセンター（会議室9、大会議室1）

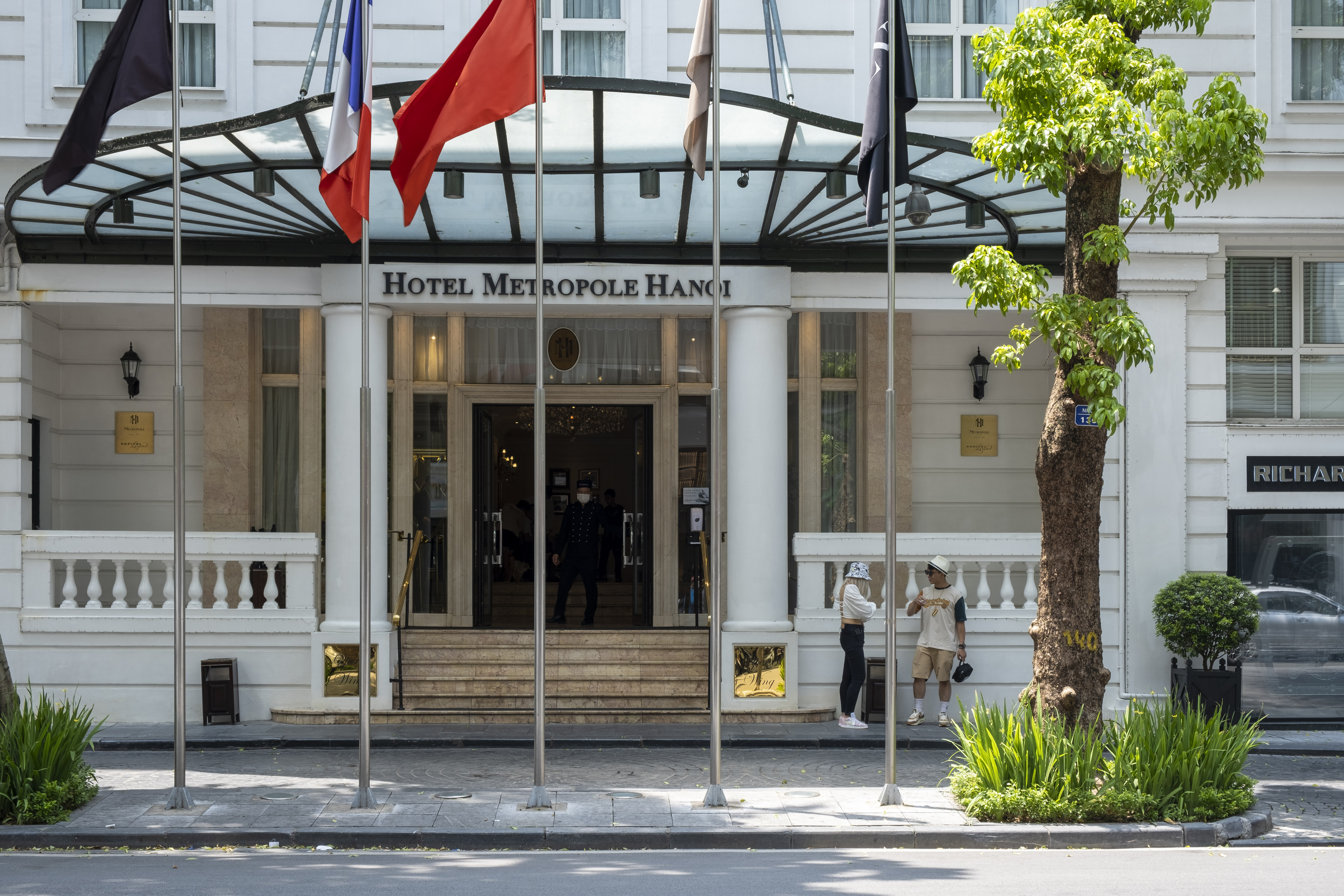
エントランス
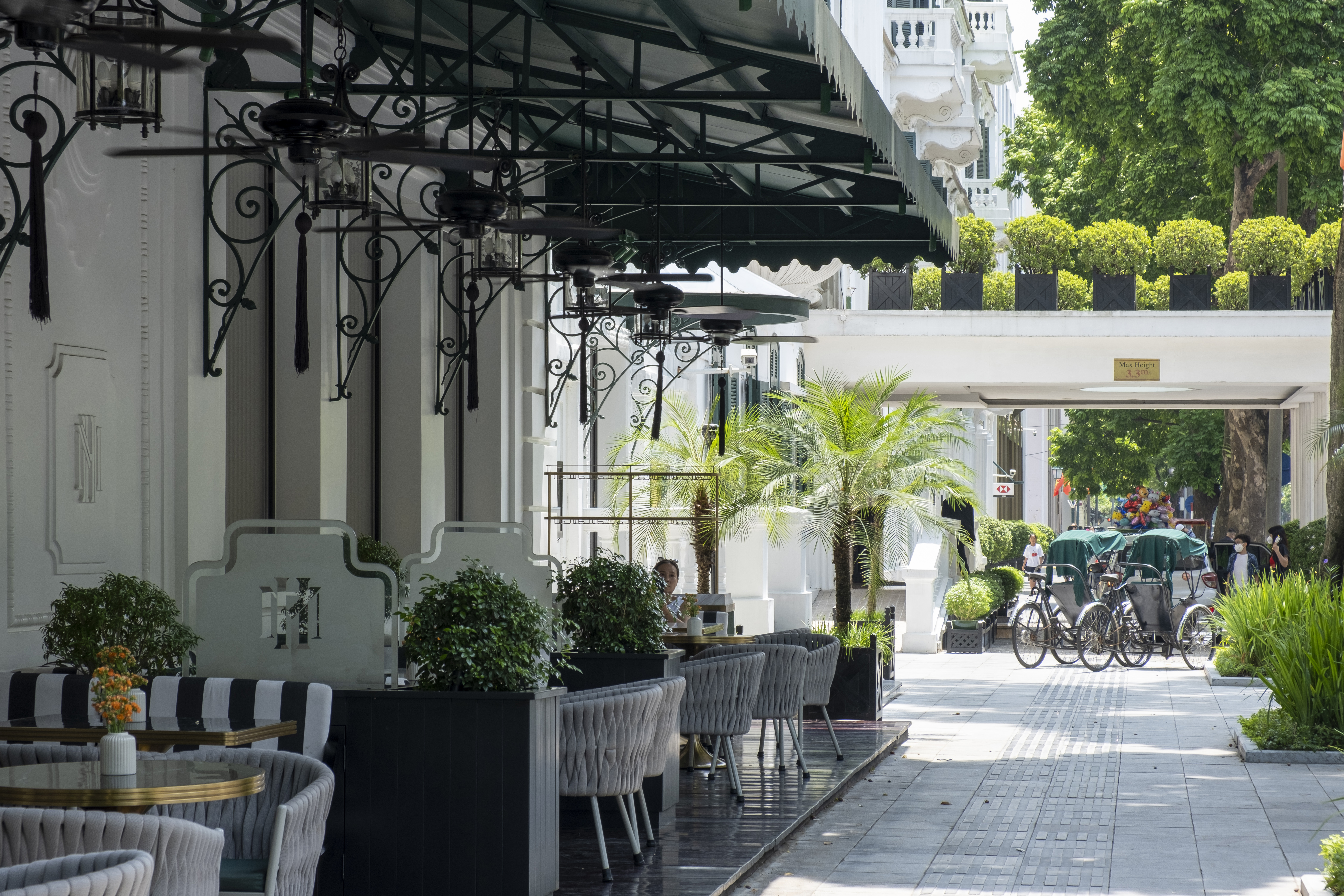
ラ・テラス
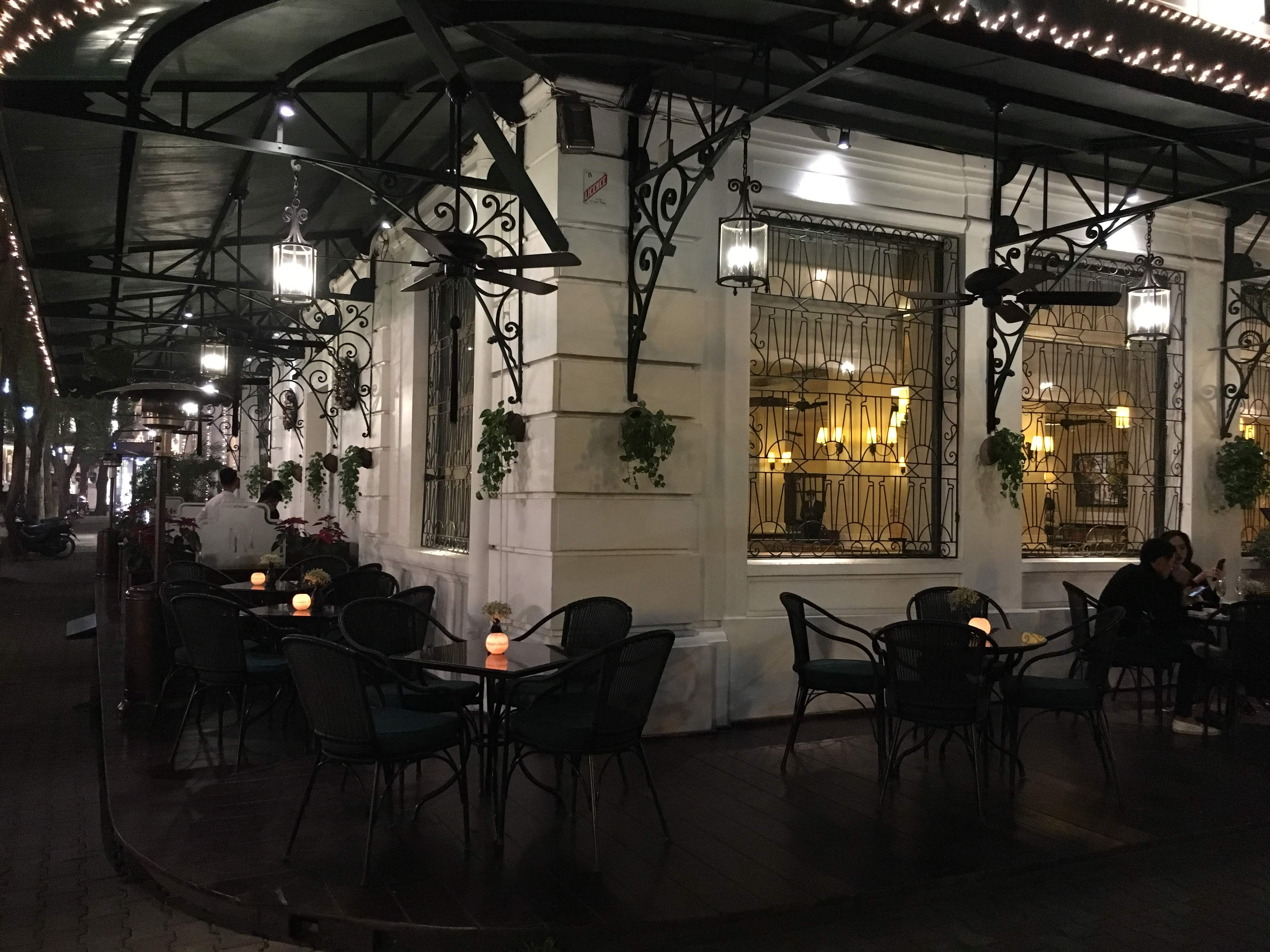
夜のラ・テラス
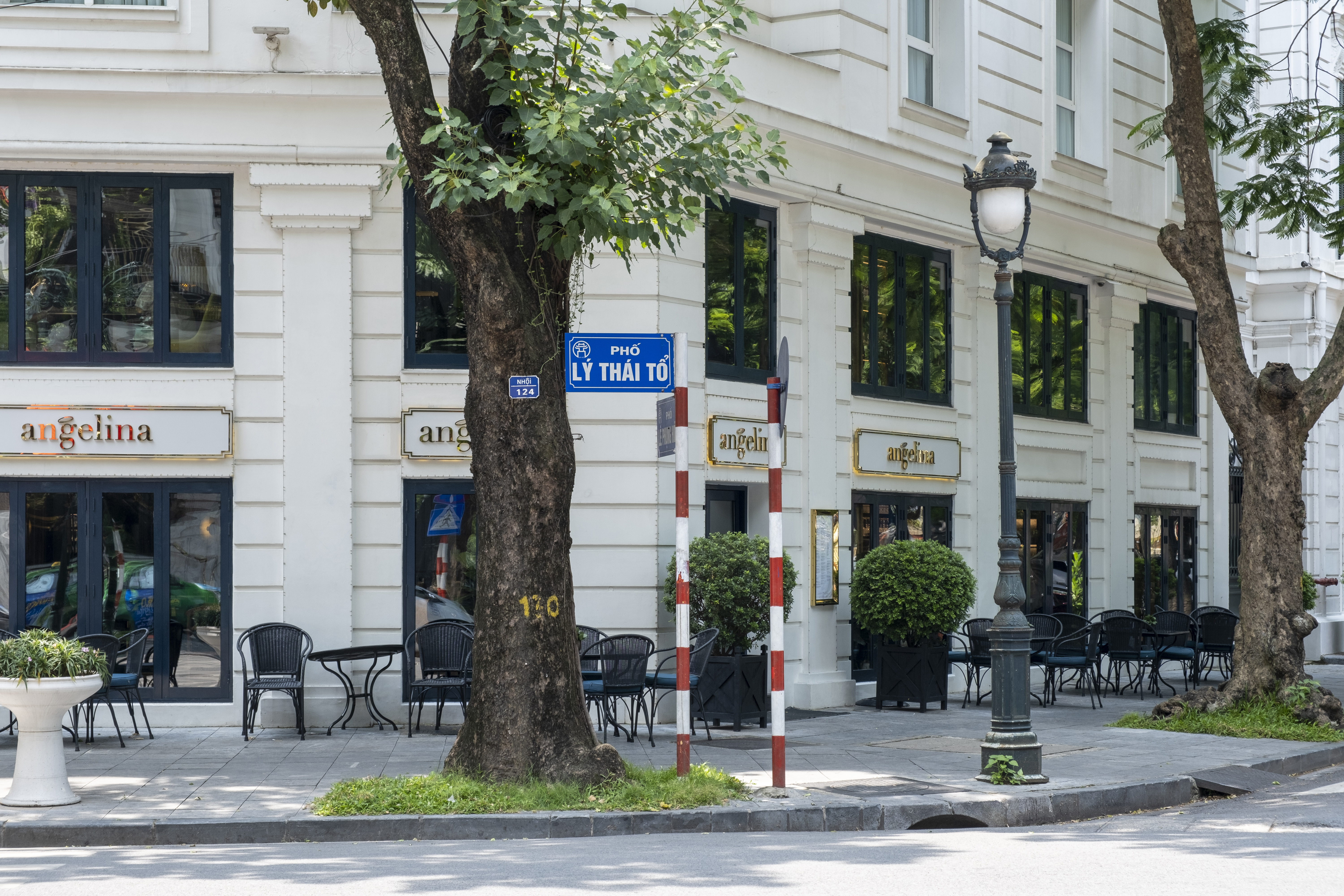
アンジェリーナ

## 特筆すべき利用客
政界：

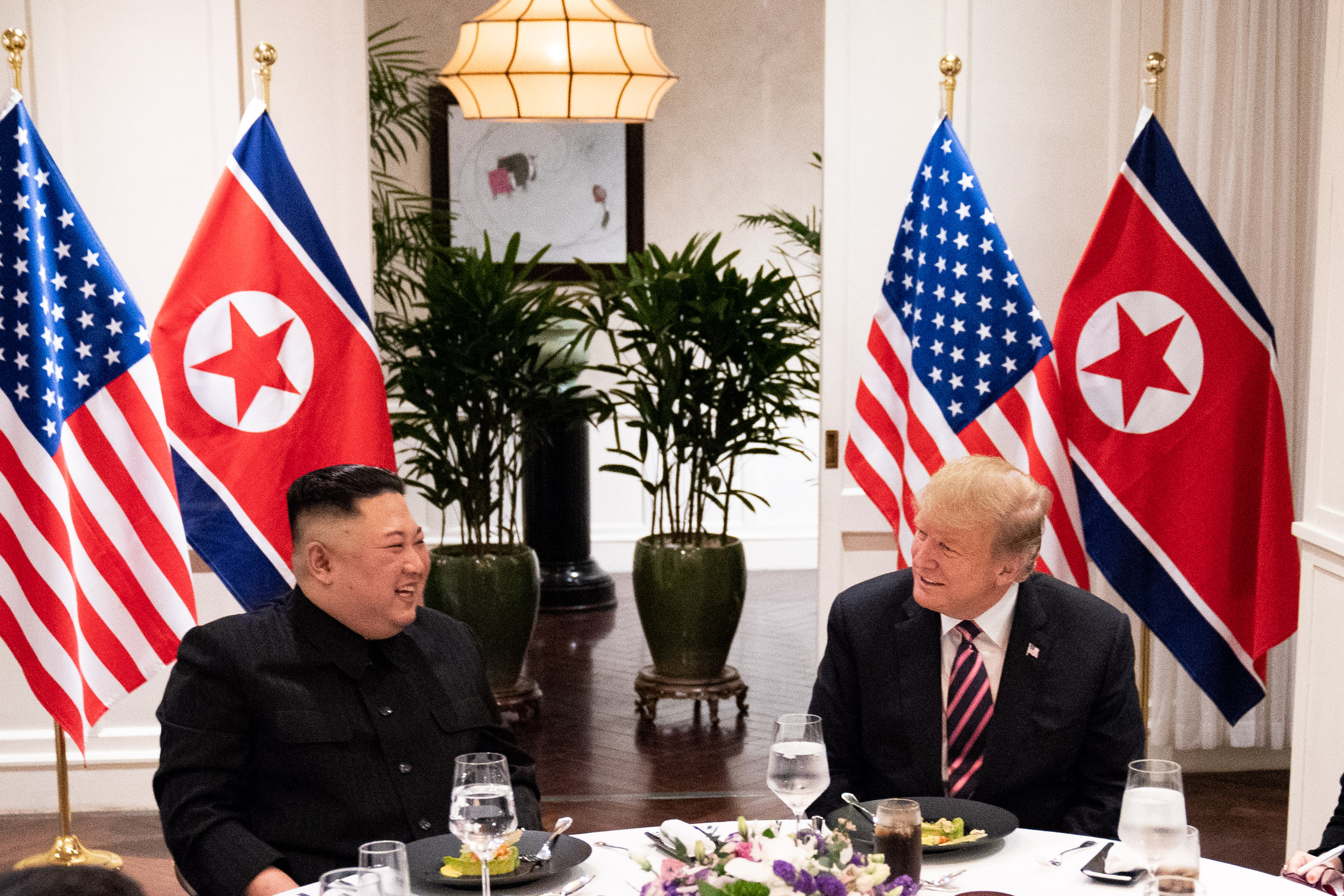
ホテル内で会議するアメリカのドナルド・トランプ大統領と北朝鮮の金正恩国務委員会委員長（2019年撮影）

- フランソワ・ミッテラン、ジャック・シラク、フランソワ・オランド、ジョージ・H・W・ブッシュ、フィデル・カストロ、ジョン・ケリー、潘基文[6][7][8]
- ドナルド・トランプと金正恩（宿泊せず、2019年2月米朝首脳会談の場所として使用）

芸能界：
- チャールズ・チャップリン、ロバート・デ・ニーロ、カトリーヌ・ドヌーヴ、ジョーン・バエズ、ジェーン・フォンダ